# Neal i Nikki
Neal i Nikki (oryg. Neal ’n’ Nikki) – indyjska komedia miłosna wyreżyserowana w 2005 roku przez działającego w Kanadzie Arjuna Sabloka i wyprodukowana przez Yasha Choprę i jego syna Adityę. Akcja filmu rozgrywa się w Vancouver w Kanadzie i w Whistler. W rolach głównych syn producenta Uday Chopra i Tanisha. Tematem filmu jest szukanie przyjemności w seksie i odnalezienie prawdziwej miłości, trud porozumienia, mijanie i godzenie się zakochanych.

## Fabuła
Gurneal „Neal” Ahluwalia (Uday Chopra), Indus urodzony w Kanadzie i żyjący wartościami zachodniego świata, ma wkrótce wejść w zaaranżowane małżeństwo z dziewczyną z Pendżabu. Wyjeżdża do Vancouver, aby pożegnać swoją wolność kawalera włócząc się po klubach nocnych i podrywając dziewczyny. Liczy, że 21 dni dzielących go od ślubu, będzie oznaczało dla niego 21 dziewczyn. Co noc z inną. Ale już na pierwszej randce przeżywa niepowodzenie. Poderwana Kristi wychodzi z innym (Abhishek Bachchan), a on ciągnie do hotelu półprzytomną „Nikki” Bakshi (Tanisha), która natychmiast zasypia. Neal przeżywa „upojną” noc u boku śpiącej dziewczyny oglądając TV. Nikki trzeźwiejąc chce od niego wyjaśnień, co zaszło między nimi w nocy. Uspokojona zwierza mu się ze swoich kłopotów. Rozpacza z powodu porzucenia przez Trishi. Oboje postanawiają zawrzeć układ. Nikki pomoże Nealowi poderwać dziewczynę, ale najpierw będą udawać zakochanych, aby wzbudzić w Trishi zazdrość. Wkrótce nie muszą już udawać. Gra staje się rzeczywistością.

## Piosenki
- Akh Ladiye – Kunal Ganjawala, Javed Ali, Shweta Pandit
- Halla Re – Sheweta Pandit, Salim Merchant
- I Just Wanna Spend – Clinton, Dominique Cerejo
- I am In Love – Clinton, Mahalaxmi Iyer, Sonu Nigam
- Neal n Nikki – Naughty Mix
- Neal n Nikki – Sheweta Pandit, K.K